# Фельс-ам-Ваграм
Фельс-ам-Ваграм (нем. Fels am Wagram) — ярмарочная коммуна (нем. Marktgemeinde) в Австрии, в федеральной земле Нижняя Австрия. 
Входит в состав округа Тульн.  Население составляет 1983 человека (на 31 декабря 2005 года). Занимает площадь 29,5 км². Официальный код  —  32106.

## Политическая ситуация
Бургомистр коммуны — Рудольф Штиглер (АНП) по результатам выборов 2007 года.
Совет представителей коммуны (нем. Gemeinderat) состоит из 19 мест.
- АНП занимает 12 мест.
- СДПА занимает 7 мест.